# Jørgen Niclasen
Jørgen Niclasen (Sørvágur, 1969. január 17. –) feröeri politikus, 2007 óta a Fólkaflokkurin elnöke.

## Pályafutása
Niclasent először 1989-ben, 20 éves korában választották a Løgting tagjává. Azóta összesen 15 éven át volt képviselő, és számos bizottság elnöki tisztét is betöltötte. 1998-2003 között halászati miniszter volt. 2004-2008-ig a Fólkaflokkurin frakcióvezetői posztját töltötte be.
2007 januárjában a Fólkaflokkurin elnöke, Anfinn Kallsberg bejelentette, hogy vissza fog vonulni a politikától, és átadja helyét a fiatalabbaknak. Ennek megfelelően néhány hónappal később lemondott a pártelnökségről, helyére augusztus 2-án Niclasent választották meg.
2008. szeptember 26. és 2011. január 19. között a Kaj Leo Johannesen vezette koalíciós kormány külügyminisztere volt. A 2011. november 14-én felállt új kormányban a pénzügyi tárcát kapta.

## Magánélete
Nős, felesége Annelena Vest Niclasen (szül. Joensen). Három gyermekük van.